# St. Marien (Neunkirchen (Saar))

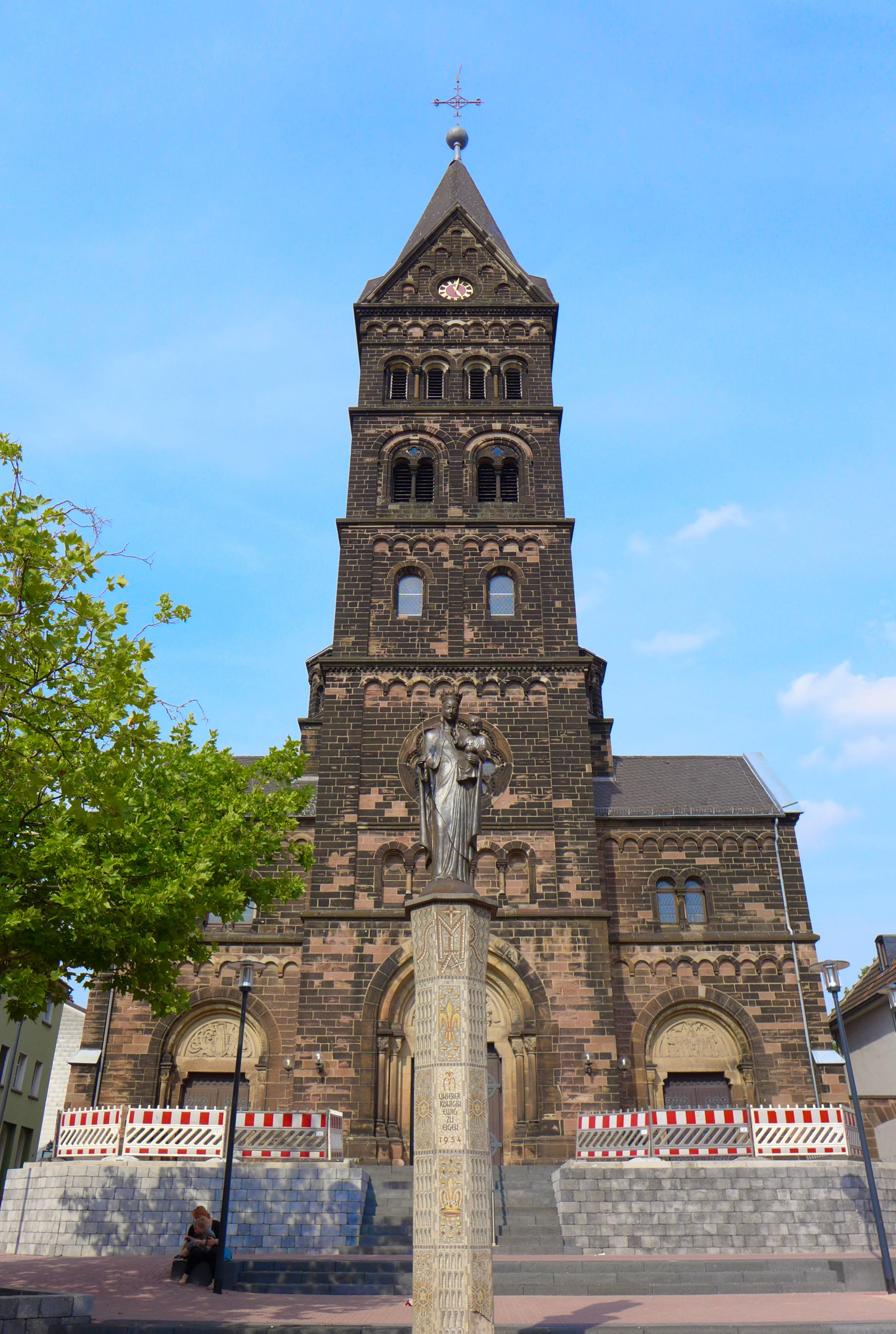
St. Marien, Neunkirchen(Saar), Turmfront mit Mariensäule

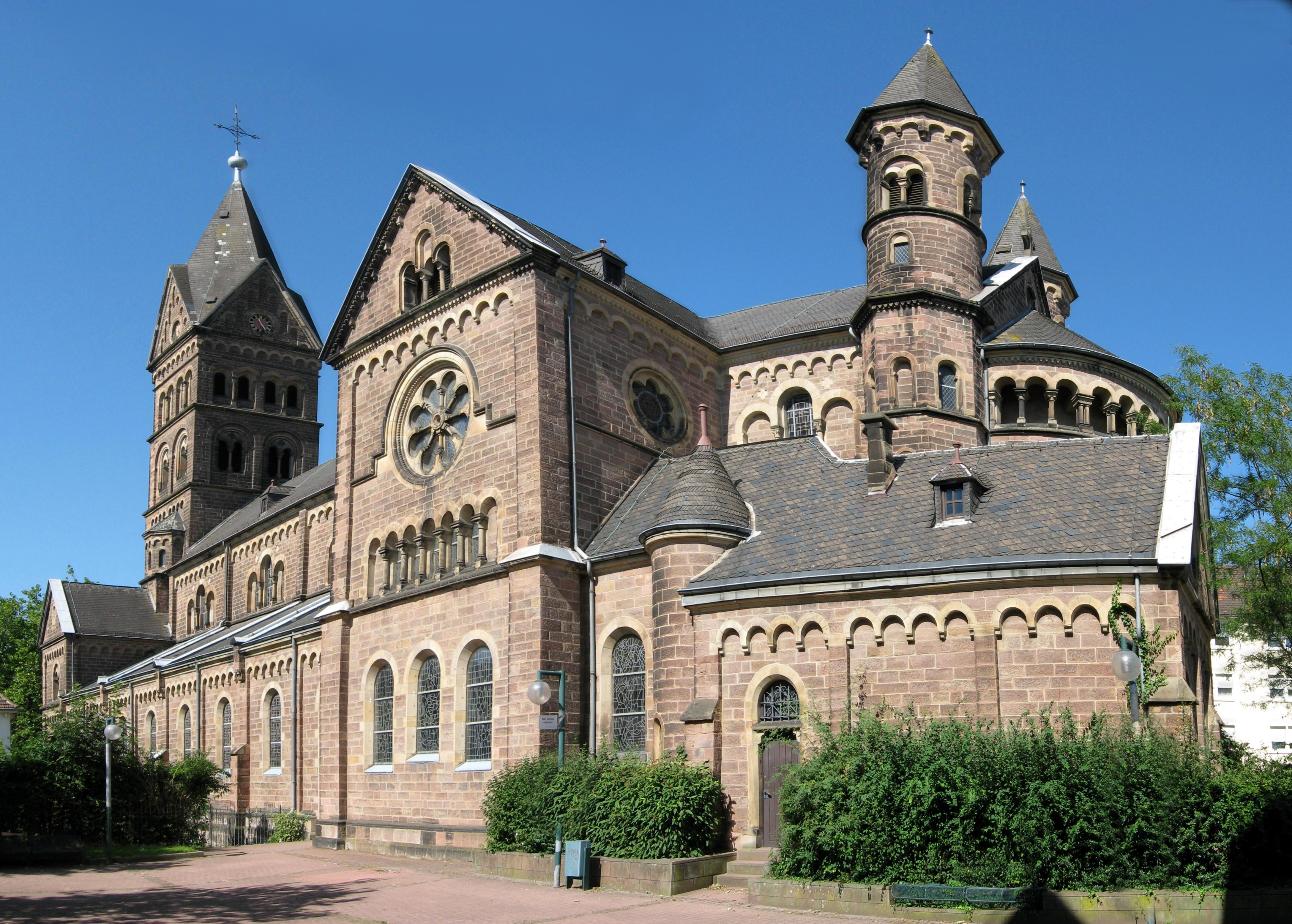
Die Pfarrkirche St. Marien in Neunkirchen, Blick von der Apsis über das Querhaus zum Turm

St. Marien ist die römisch-katholische Stadtpfarrkirche der saarländischen Kreisstadt Neunkirchen. In der Denkmalliste des Saarlandes ist das neoromanische Kirchengebäude als Einzeldenkmal aufgeführt. Die Kirche ist dem Bistum Trier zugeordnet. Patroziniumstag ist das kirchliche Hochfest der Aufnahme der Jungfrau und Gottesmutter Maria in den Himmel am 15. August.

## Geschichte
Das heutige Kirchengebäude ist der Nachfolgebau einer 1751 entstandenen barocken Saalkirche, die 1884 abgebrochen wurde.
In den Jahren 1884–1885 entstand an Stelle der früheren barocken Kirche nach den Plänen des Architekten Ferdinand Schorbach (1846–1912) aus Hannover der bis heute bestehende neoromanische Neubau rheinischer Prägung. Schorbach war Schüler Georg Gottlob Ungewitters, einem der ersten Vertretern der Wiederbelebung gotischer Formen im historistischen Kirchenbau in Deutschland, gewesen. Seit dem Jahr 1862 arbeitete Schorbach im Architekturbüro Edwin Opplers, das in den Jahren 1877–1880 Schloss Halberg in Saarbrücken für den Neunkircher Industriellen Carl Ferdinand von Stumm-Halberg entwarf. Im Jahr 1872 wurde Schorbach Opplers Teilhaber, übernahm im Jahr 1880 das Büro vollständig und versuchte weiterhin, ganz im Sinne der Opplerschen Architekturauffassung tätig zu sein.

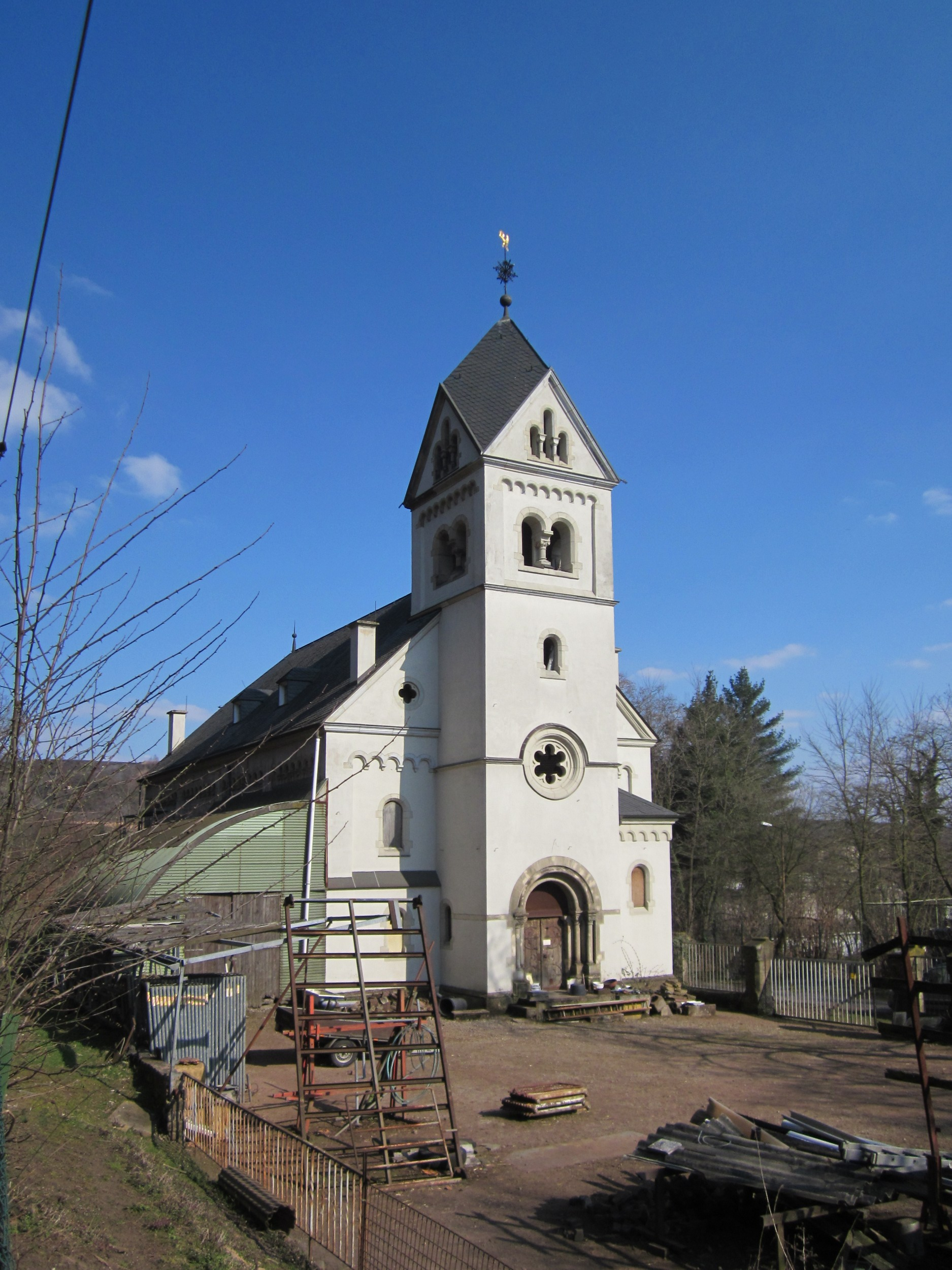
Schorbachs neoromanische Stumm-Kirche in Brebach als Vorbild der Neunkircher Marienkirche; nach Profanierung durch die Evangelische Kirche im Rheinland in aktueller Nutzung als Schafstall

Bereits kurze Zeit vor dem neoromanischen Neunkircher Kirchenbau hatte Schorbach in den Jahren 1880 bis 1882 für Stumm in Brebach im gleichen Stil dessen private evangelische Kirche, die sogenannte Stumm-Kirche, in der Nähe von Schloss Halberg errichtet.
Die Oberbauleitung an der Neunkircher Marienkirche hatte der im Büro von Oppler tätige Architekt Johann Heinrich Kastenholz (Hannover), die Ausführung erfolgte durch Nikolaus Zimmer (Heiligenwald) und Nikolaus Ballog. Auftraggeber und Teilfinanzier des Gotteshauses war Carl Ferdinand von Stumm-Halberg.
Im Jahr 1930 erfolgte eine Restaurierung des Kircheninneren. In den Jahren 1945 bis 1947 erhielt das Innere bei einer weiteren Restaurierungsmaßnahme eine neue Farbfassung. Im Jahr 1954 erfolgte ein Umbau, bei dem Marien-Reliefs über den Portalen angebracht wurden. Mitte der 1960er Jahre wurde der Altarraum im Rahmen einer erneuten Restaurierung umgebaut.
Die 1980er Jahre standen im Zeichen weiterer Restaurierungen. So wurde in den Jahren 1981 bis 1986 ein farbiger Innenanstrich durchgeführt, das nördliche Querhausportal zugemauert und ein neuer Eingang im südlichen Seitenschiff eingerichtet. In den Jahren 1986 bis 1989 erfolgte die Restaurierung von Dach, Apsis, Fassade und Turm. Die Planungen dazu stammen überwiegend von Rudolf Maria Birtel.

## Baubeschreibung

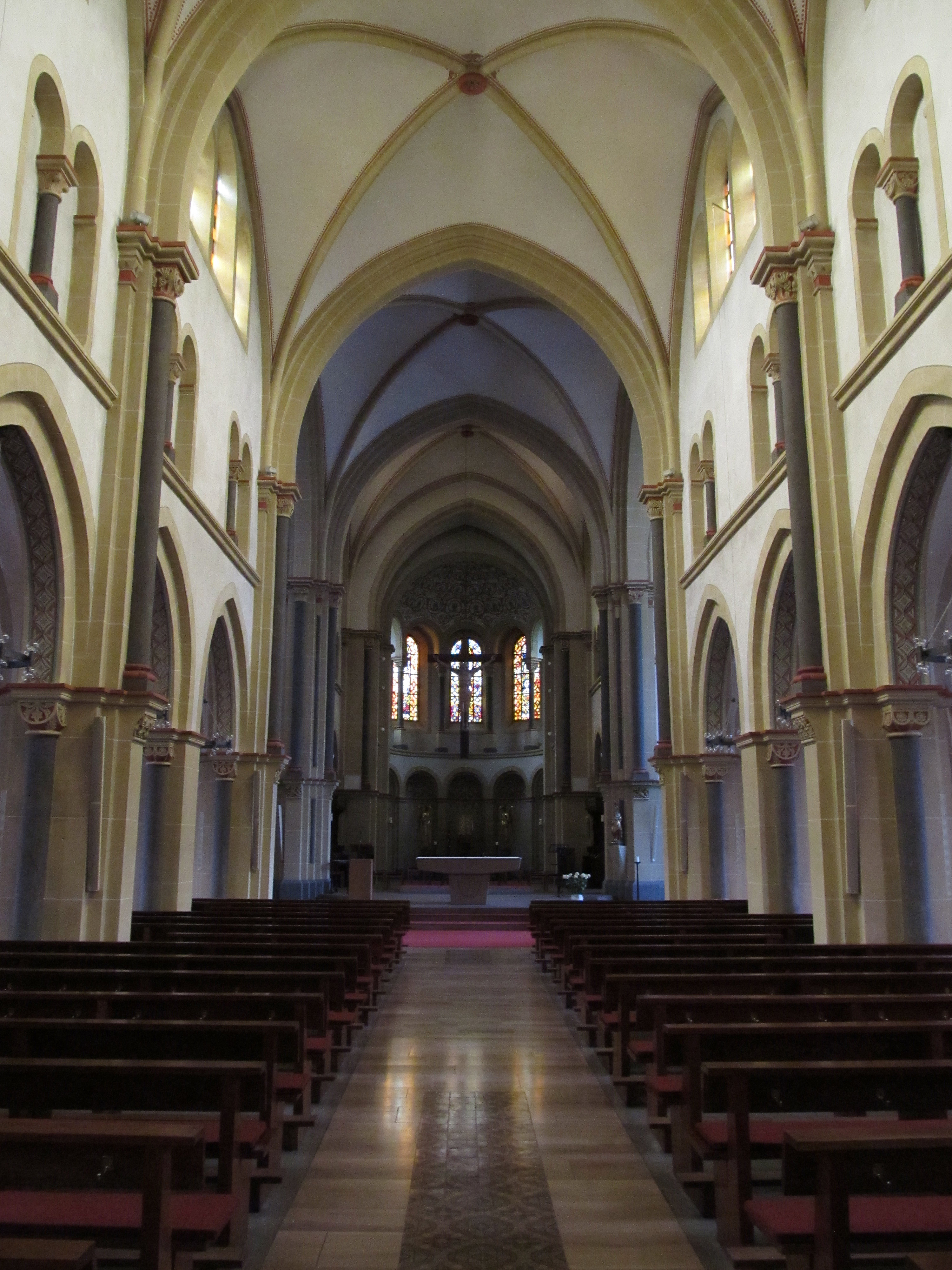
Blick ins Innere der Kirche

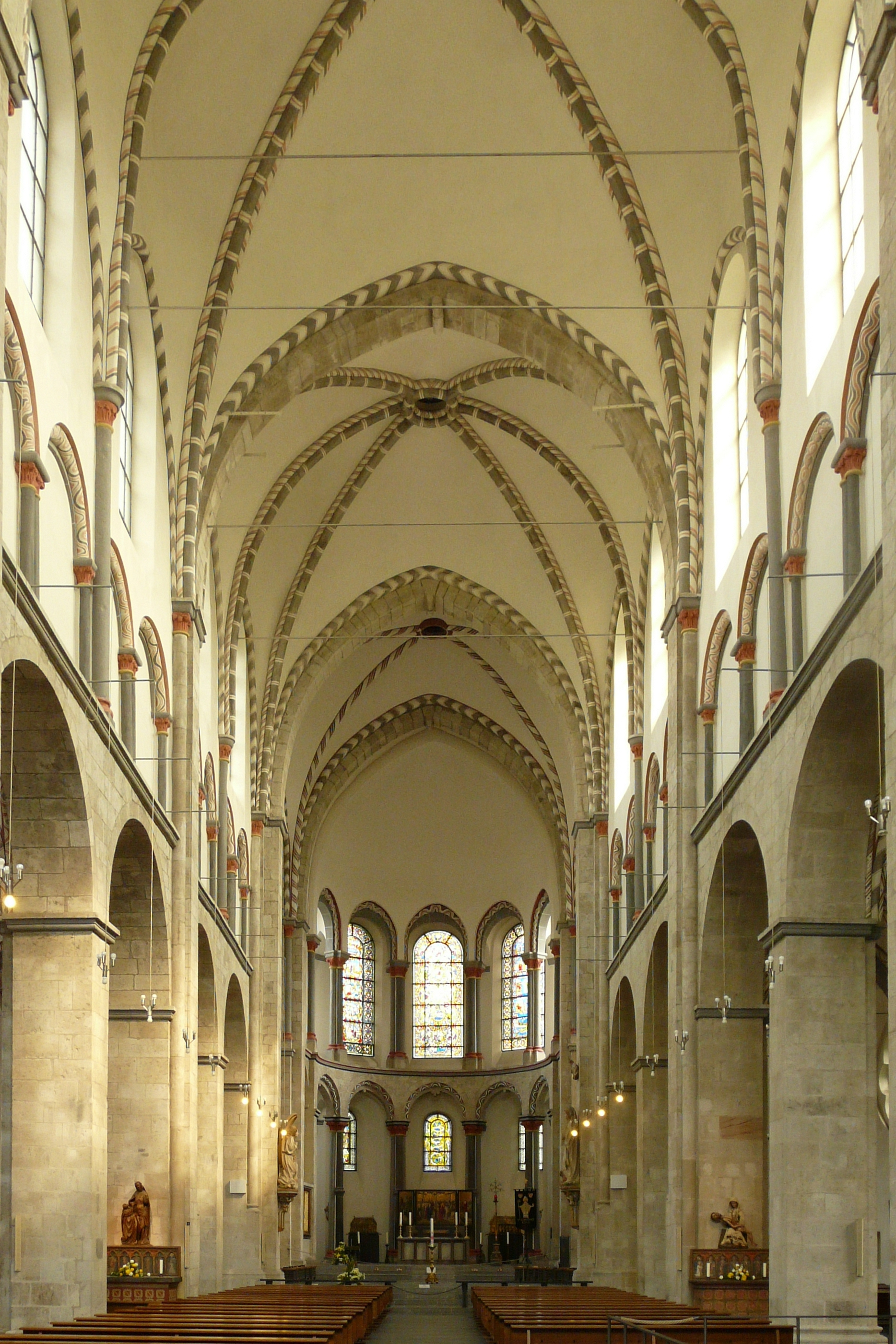
Köln, St. Kunibert als gestalterische Inspirationsquelle der Neunkircher Marienkirche

### Architektur
Die Kirche wurde im Stil der Neuromanik errichtet. Bei der architektonischen Grundform des Kirchengebäudes handelt es sich um eine Basilika, mit kreuzförmigem Grundriss. Das Langhaus, unterteilt in ein Mittelschiff und zwei Seitenschiffe ist unterteilt in vier Joche. An das Langhaus schließt sich ein Querhaus an, daran der Chor mit abschließender halbrunder Apsis. Die Decke des Mittelschiffes wird von Kreuzrippengewölben geformt, die der Seitenschiffe von Kreuzgratgewölben. Der neospätromanische Innenraum von St. Marien ist stark von der Innenraumgestaltung der Kölner Kirche St. Kunibert aus der ersten Hälfte des 13. Jahrhunderts inspiriert. Das Kirchenäußere weist starke Ähnlichkeiten zur rekonstruierten Gestaltung des Metzer Domes zur Zeit der Romanik gegen Ende des 12. Jahrhunderts auf.

### Das Kircheninnere
An den Seitenwänden des Chorraumes und im nördlichen Arm des Querschiffes befinden sich szenische Darstellungen des Kunstmalers Franz Schilling (München) von 1930. Die Mitte der 1960er Jahre erfolgte Ausmalung der Kirche in Grau mit wenigen Farbtupfern an den Kapitellen wurde von Restaurator Mrziglod (Tholey) durchgeführt. Zur gleichen Zeit wurde der Altarraum umgebaut. Dabei entstand ein neues Tabernakel und Ambo durch den Architekten Rudolf Maria Birtel (Neunkirchen).
Zur Ausstattung der Kirche gehören auch eine Kreuzigungsgruppe und eine Pietà in Form von bildhauerischen Werken. Sie befinden sich in den westlichen Abschnitten der beiden Seitenschiffe. Daneben finden sich im Inneren der Kirche auch ein Gnadenbild in Form einer Marienikone und ein großes Altarkreuz.

### Das Kirchenäußere
Auf dem Kirchenvorplatz steht eine Mariensäule, die im Jahr 1954 vom Bildhauer Hans Bogler (Neunkirchen) angefertigt wurde. Es handelt sich um Grauguss aus dem Neunkircher Eisenwerk. Das Bildwerk wurde aus Anlass des von Papst Pius XII. verkündeten Marianischen Jahres errichtet und erinnert an das Jahrhundert-Jubiläum der feierlichen Verkündigung des Dogmas der Unbefleckten Empfängnis (Immaculata) im Jahr 1854 durch Papst Pius IX. sowie an das von Pius XII. im Jahr 1950 verkündete Dogma von der leiblichen Aufnahme Mariens in den Himmel.
Die Flachreliefs mit Themen der Marienverehrung in den Tympanon-Feldern über den 4 Portalen sind im Jahr 1954 von Pfarrer Johannes Schmitt (Neunkirchen) konzipiert worden. Ausgeführt wurden die Reliefs von Willi Hahn.

## Glocken
Im Turm der Kirche befindet sich ein Geläut von vier Glocken. Von diesen wurden die drei größten im Jahr 1952 vom Glockengießer Albert Junker aus Brilon (Westfalen) in Bronze gegossen. Die kleinste Glocke stammt aus dem Jahr 1924 von Junker & Edelbrock, ebenfalls aus Brilon.
Die Kirche besaß zwei Vorgängergeläute, die auch jeweils aus vier Glocken bestanden. Das erste stammte von 1885 und wurde von Andreas Hamm aus Frankenthal geliefert und musste 1917 im Ersten Weltkrieg komplett abgegeben werden. Vom zweiten Geläut, das von der Glockengießerei Junker & Edelbrock (Brilon/Westfalen) stammte, wurden während des Zweiten Weltkrieges im Jahre 1942 die drei größten Glocken beschlagnahmt. Lediglich die kleinste Glocke verblieb bis heute im Turm.
| Nr. | Name     | Ton  | Inschrift                                                                                           |
| 1   | Christus | b0   | „O rex gloriae veni cum pace!“ (Ö König der Herrlichkeit komm mit deinem Frieden!)                  |
| 2   | Maria    | des1 | „Regina in caelum assumpta, ora pro nobis!“ (Du Königin, in den Himmel aufgenommen, bitte für uns!) |
| 3   | Joseph   | es1  | „Hl. Joseph, Vorbild der Arbeiter, Stützer der Familien, Schutzherr der hl. Kirche, bitte für uns!“ |
| 4   | Andreas  | f1   | „Hl. Andreas, Liebhaber des Kreuzes, bitte für uns!“                                                |

## Orgel

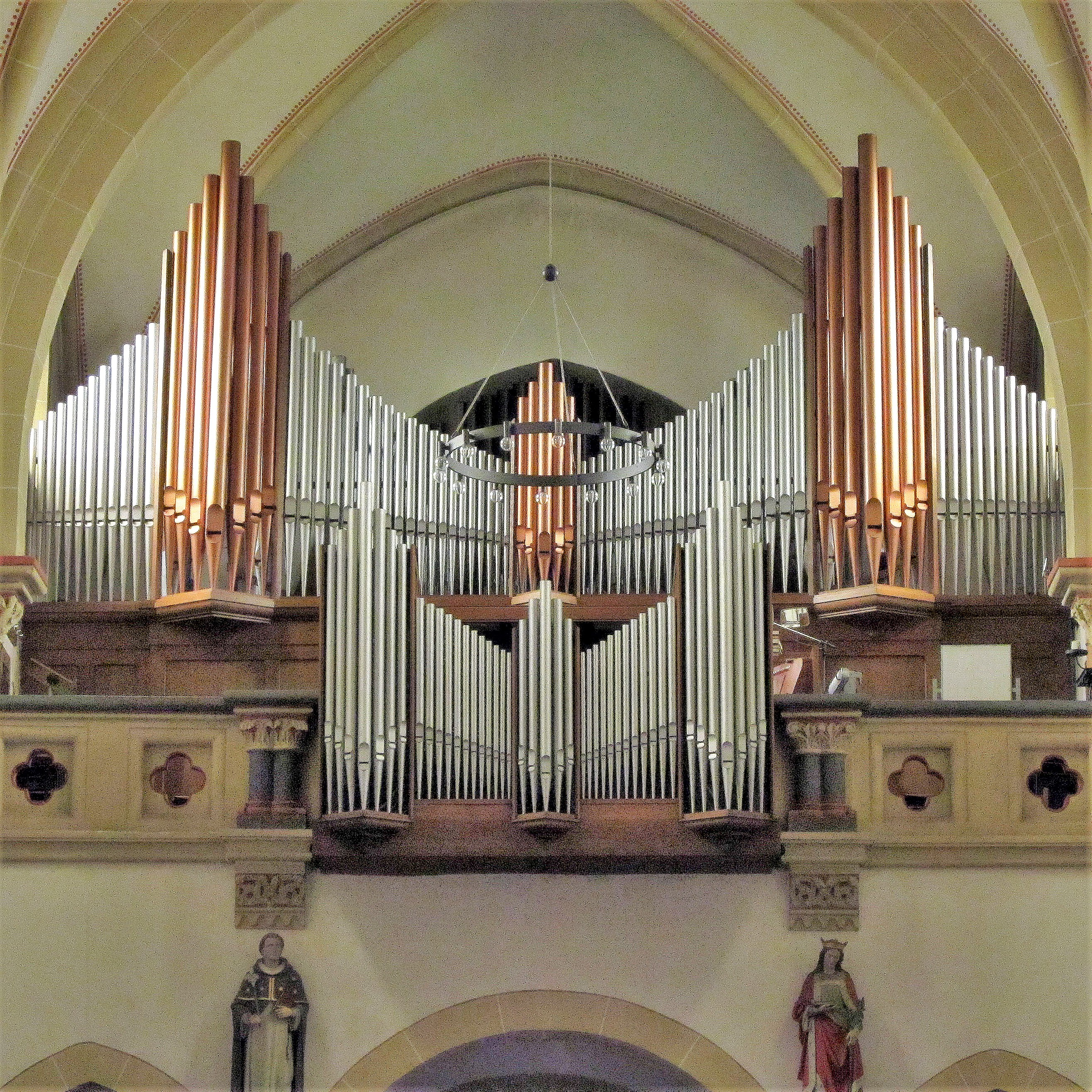
Orgelprospekt mit Rückpositiv

Die Orgel der Kirche stammt von der Orgelbaufirma Roethinger aus Straßburg und wurde in zwei Abschnitten, in den Jahren 1952 und 1954, nach einem Dispositionsentwurf des damaligen Organisten der St. Marienkirche, Alfons Erner, erbaut. 
Das Instrument ist auf der (Süd-)West-Empore über dem Eingang der Kirche aufgestellt und besitzt einen freistehenden Spieltisch. Die Windladen sind Schleifladen mit elektrischer Spiel- und Registertraktur. Die Gesamtzahl der Orgelpfeifen beträgt 3090. Die aus Zink bestehenden Prospektpfeifen wurden mit Gold- und Silberbronze verschieden lackiert, sodass optisch unterschiedlich getönte Pfeifengruppen entstehen.
Das Instrument verfügte über 40 Register verteilt auf 3 Manuale und Pedal. Darüber hinaus gab es 9 Extensionen bzw. Transmissionen im Pedal. Im Zuge der Innenrenovierung der Kirche im Jahr 1985 wurde die Orgel von der Firma Hugo Mayer Orgelbau (Heusweiler) einer Generalüberholung unterzogen, bei der eine teilweise Umintonierung (Verstärkung des Schwellwerkes) und der Neubau des Spieltisches erfolgte. Darüber hinaus wurden die Sub- und Superkoppeln des Rückpositivs und Schwellwerkes entfernt.
| I Hauptwerk C–g3 |              |       |
| 1.               | Prinzipal    | 16′   |
| 2.               | Prinzipal    | 8′    |
| 3.               | Gedackt      | 8′    |
| 4.               | Dulziana     | 8′    |
| 5.               | Oktave       | 4′    |
| 6.               | Nachthorn    | 4′    |
| 7.               | Quinte       | 2 ⁄3′ |
| 8.               | Doublette    | 2′    |
| 9.               | Kornett V    |       |
| 10.              | Mixtur IV-VI |       |
| 11.              | Basson       | 16′   |
| 12.              | Trompete     | 8′    |
| 13.              | Clairon      | 4′    |

| II Positiv C–g3 |                 |       |
| 14.             | Bordun          | 8′    |
| 15.             | Gemshorn        | 8′    |
| 16.             | Rohrflöte       | 4′    |
| 17.             | Flageolett      | 2′    |
| 18.             | Larigot         | 1 ⁄3′ |
| 19.             | Sesquialtera II |       |
| 20.             | Zimbel IV       |       |
| 21.             | Krummhorn       | 8′    |

| III Schwellwerk C–g3 |                 |        |
| 22.                  | Quintadena      | 16′    |
| 23.                  | Prinzipal       | 8′     |
| 24.                  | Holzflöte       | 8′     |
| 25.                  | Salizional      | 8′     |
| 26.                  | Schwebung       | 8′     |
| 27.                  | Oktave          | 4′     |
| 28.                  | Blockflöte      | 4′     |
| 29.                  | Nasard          | 2 ⁄3′  |
| 30.                  | Waldflöte       | 2′     |
| 31.                  | Terz            | 1 3⁄5′ |
| 32.                  | Mixtur V        |        |
| 33.                  | Dulzian         | 16′    |
| 34.                  | Basson-Hautbois | 8′     |
| 35.                  | Regal           | 4′     |

| Pedal C–f1 |                                   |         |
| 36.        | Prinzipal                         | 16′     |
| 37.        | Subbaß                            | 16′     |
|            | Echobaß (= Nr. 22)                | 16′     |
| 38.        | Quintbaß                          | 10 2⁄3′ |
|            | Prinzipal (Oktavauszug Nr. 36)    | 8′      |
|            | Spillpfeiffe (Oktavauszug Nr. 37) | 8′      |
|            | Choralbaß (Oktavauszug Nr. 36)    | 4′      |
|            | Rohrflöte (Oktavauszug Nr. 37)    | 4′      |
|            | Sopran (Oktavauszug Nr. 37)       | 2′      |
| 39.        | Mixtur VII                        |         |
| 40.        | Posaune                           | 16′     |
|            | Dulzian (= Nr. 33)                | 16′     |
|            | Trompete (Oktavauszug Nr. 40)     | 8′      |
|            | Kornett (Oktavauszug Nr. 40)      | 4′      |

- Koppeln:
  - Normalkoppeln: II/I, III/I, III/II, I/P, II/P, III/P
  - Suboktavkoppeln: II/I, III/I
  - Superoktavkoppeln: III/I, III/P
- Spielhilfen: zwei freie Kombinationen, Tutti

In den Jahren 2022 bis 2024 erfolgte eine Renovierung und technische Sanierung durch Thomas Gaida (Wemmetsweiler). Dabei wurde das Schwellwerk um eine englische Trompete 8′ und die Posaune im Pedal um 32′-Oktave ergänzt sowie die Pedalmixtur auf zwei Register aufgeteilt. Das Instrument hat heute 41 Register, zuzüglich zahlreicher Extensionen und Transmissionen. Der dreimanualige Emporenspieltisch wurde grundlegend überarbeitet und ein neuer fahrbarer viermanualiger Zentralspieltisch geliefert, der im Chorraum aufgestellt wurde. Die Einweihung fand am 24. November 2024 statt. 2025 soll eine Chororgel ergänzt werden. Im Zentralspieltisch ist die Manualzuordnung frei wählbar, so dass sich sämtliche Werke in Sub-, Äqual- und Superoktavlage an jede Klaviatur ankoppeln lassen. Der Manualumfang ist im I. Manual A2–c5, in den anderen Manualen C–c4. Die Disposition am Zentralspieltisch lautet:
| Hauptwerk hinten |           |     |
| 1.               | Prinzipal | 16′ |
| 2.               | Prinzipal | 8′  |
| 3.               | Gedackt   | 8′  |
| 4.               | Dulziana  | 8′  |
| 5.               | Basson    | 16′ |
| 6.               | Trompete  | 8′  |
| 7.               | Clairon   | 4′  |
|                  | Horn      | 16′ |
|                  | Horn      | 8′  |

| Hauptwerk vorne |              |       |
| 8.              | Octave       | 4′    |
| 9.              | Nachthorn    | 4′    |
| 10.             | Quinte       | 2 ⁄3′ |
| 11.             | Doublette    | 2′    |
| 12.             | Kornett V    |       |
| 13.             | Mixtur IV-VI |       |
|                 | Horn         | 16′   |
|                 | Horn         | 8′    |

| Positiv |                |       |
| 14.     | Bourdon        | 8′    |
| 15.     | Gemshorn       | 8′    |
| 16.     | Rohrflöte      | 4′    |
| 17.     | Flageolet      | 2′    |
| 18.     | Larigot        | 1 ⁄3′ |
| 19.     | Sesquialter II |       |
| 20.     | Cymbel IV      |       |
| 21.     | Krummhorn      | 8′    |
|         | Tremulant      |       |

| Auxiliare |             |     |
|           | Principal   | 16′ |
|           | Subbaß      | 16′ |
|           | Principal   | 8′  |
|           | Spillpfeife | 8′  |

| Schwellwerk hinten |            |     |
| 22.                | Quintadena | 16′ |
| 23.                | Principal  | 8′  |
| 24.                | Holzflöte  | 8′  |
| 25.                | Salicional | 8′  |
| 26.                | Schwebung  | 8′  |
| 27.                | Mixtur V   |     |

| Schwellwerk vorne |                   |        |
| 28.               | Octave            | 4′     |
| 29.               | Blockflöte        | 4′     |
| 30.               | Nasard            | 2 ⁄3′  |
| 31.               | Waldflöte         | 2′     |
| 32.               | Terz              | 1 3⁄5′ |
| 33.               | Dulcian           | 16′    |
| 34.               | Harmonie Trompete | 8′     |
| 35.               | Basson-Hautbois   | 8′     |
|                   | Tremulant         |        |

| Pedal C–g1 |                |         |
|            | Ave Maria      | 32′     |
|            | Principal      | 32′     |
|            | Untersatz      | 32′     |
|            | Echobaß        | 32′     |
| 36.        | Principal      | 16′     |
|            | Principal      | 16′     |
| 37.        | Subbaß         | 16′     |
|            | Echobaß        | 16′     |
| 38.        | Quintbaß       | 10 2⁄3′ |
|            | Principal      | 8′      |
|            | Spillpfeife    | 8′      |
|            | Choralbaß      | 4′      |
|            | Rohrflöte      | 4′      |
|            | Sopran         | 2′      |
| 39.        | Mixtur V       |         |
| 40.        | Theorbe II     |         |
|            | Contrabombarde | 32′     |
|            | Dulcian        | 32′     |
| 41.        | Posaune        | 16′     |
|            | Dulzian        | 16′     |
|            | Trompete       | 8′      |
|            | Cornet         | 4′      |
|            | Sing. Cornet   | 2′      |

- Koppeln: Normal-, Sub- und Superoktavkoppeln in allen Teilwerken. Melodiekoppeln in allen Manualen.
- Spielhilfen: Setzeranlage, Sequenzer vor und zurück; Crescendo (programmierbar); vier Schwelltritte; Pistons: Crescendo an, Zungen ab, Registerfessel, Sforzando; Sostenuto (Tastenfessel) für jedes Manaul und das Pedal; Pizzicato (separat für alle Teilwerke), Transposer (werkweise einstellbar und Generaltransposer, in Halbtonschritten auf- und abwärts); MIDI und MIDI-Kanal für jede Klaviatur.

Anmerkungen
1. ↑  2024 Kehlen im Bass beledert.
2. 1 2 3 4 5 6 7  Extension aus dem Pedal, Posaune 16′.
3. ↑  Die Register Principal 16′ und Subbaß 16′ des Pedalwerkes sind mitsamt ihren 8′-Auszügen als Auxiliare frei an jedes Manual ankoppelbar.
4. 1 2 3 4  Extension bzw. Transmission aus dem Pedal, Principal 16′.
5. 1 2 3 4 5  Extension bzw. Transmission aus dem Pedal, Subbaß 16′.
6. 1 2 3  Akustische Schaltung.
7. 1 2  Akustische Schaltung bzw. Extension aus dem Schwellwerk, Quintadena 16′.
8. ↑  Transmission aus dem Hauptwerk, Principal 16′.
9. ↑  Extensionen aus Posaune 16′. C-H 2024 neu.
10. 1 2  Akustische Schaltung bzw. Transmission aus dem Schwellwerk, Dulcian 16′.